# Dominique Lefèbvre
Pour les articles homonymes, voir Dominique Lefèvre (homonymie) et Lefèvre.
Dominique Lefèbvre (né le 1er août 1810 à Courtonne-la-Meurdrac et mort le 30 avril 1865 à Marseille) est un missionnaire français du XIXe siècle, membre de la Société des Missions Étrangères de Paris, évêque d'Isauropolis (de) in partibus infidelium, et vicaire apostolique en Cochinchine (actuel Vietnam). Il est contemporain de son confrère, missionnaire et martyr, Théophane Vénard. Son emprisonnement en Cochinchine a servi de prétexte pour les premières interventions navales françaises dans le pays.

## Biographie
Dominique Lefèbvre fait ses études au petit séminaire de Lisieux puis au grand séminaire de Bayeux. Il entre ensuite comme diacre aux Missions étrangères de Paris, en septembre 1833. Il est ordonné prêtre le 20 décembre 1834.
Dominique Lefèbvre est arrivé au Tonkin en 1835, où il apprend la langue auprès du P. Borie. Ensuite, il se rend illégalement en Cochinchine. À l'époque, il n'y avait aucune liberté religieuse dans ce royaume et il était illégal pour les missionnaires d'entrer dans le pays pour évangéliser. Il arrive toutefois à former un petit séminaire en Basse-Cochinchine et séjourne dans la province de Vinh-Long, changeant de domicile pour échapper aux persécutions. Il est choisi comme provicaire par Mgr Cuénot en 1839, puis nommé évêque in partibus et sacré évêque à Go-Thi, le 1er août 1841. En cas de mort de Mgr Cuénot, Rome envoie un bref selon lequel il serait son successeur.
Dominique Lefèbvre quitte l'Annam pour retourner en Cochinchine où il fonde le couvent des Amantes de la Croix à Caï-mong en 1844. Le 3 octobre 1844, il est arrêté près de Caï-nhum et conduit à Hué. En 1845, Dominique Lefèbvre est condamné à mort. Le capitaine américain, John Percival de l'USS Constitution échoue dans ses tentatives pour le faire libérer, mais il réussit à informer l'amiral Cécille qui obtient sa libération,.
Le souverain vietnamien de l'époque, Thiệu Trị Hoangde, intellectuel sensible et artiste épris de la nature, tient en effet à demeurer prudent vis-à-vis du christianisme, afin de ne pas donner aux Français de casus belli, malgré les accusations répétées des lettrés qui l'accusent de manquer à la piété filiale envers les mânes de ses ancêtres. C'est ainsi que l'Empereur laissa ses fidèles tribunaux condamner à mort les missionnaires - en conformité avec la Loi - pour les relâcher ensuite par une intervention impériale directe, dans l'espoir d'effrayer les missionnaires et d'empêcher leurs interventions dans les affaires nationales. Mais l'évêque, capturé, condamné et relâché à plusieurs reprises, n'aura jusqu'au bout aucun respect pour la magnanimité du suzerain.
Dominique Lefèbvre part se soigner à Singapour en avril 1845, où il apprend qu'il est nommé par Rome vicaire apostolique de la Cochinchine occidentale (englobant le sud du Vietnam actuel et le Cambodge).
Il s'embarque en avril 1846 pour gagner sa mission avec le P. Duclos et trois séminaristes, mais ils sont arrêtés alors qu'ils remontent le fleuve pour rejoindre Saïgon. Il est à nouveau emprisonné, puis transféré à Hué. En 1847, Cécille envoie deux navires de guerre (la Gloire et la Victorieuse) sous les ordres des capitaines Lapierre et Rigault de Genouilly à Tourane pour obtenir la libération des missionnaires français et la liberté de culte pour les catholiques convertis. Alors que les négociations piétinent, le 15 avril 1847, des bombardements français déclenchent la bataille de Tourane entre la flotte française et les navires annamites. La victoire est remportée le 15 avril 1847 par deux navires de la Marine française sous le commandement du capitaine de vaisseau Augustin de Lapierre sur la flotte du royaume de la dynastie Nguyễn au large de la ville de Tourane qui s'appelle aujourd'hui Đà Nẵng.
Quatre corvettes annamites sont coulées et une cinquième est très endommagée. Les Annamites perdent près de 1 200 hommes lors de cette bataille. Mais l'attaque ayant eu lieu sans l'approbation de Paris, les militaires s'abstiennent de poursuivre sur leur lancée.
Au bout de quelque temps, Mgr Lefèbvre est remis aux autorités anglaises, de nouveau à Singapour. Il retourne en Cochinchine par le delta du Mékong pour administrer son vicariat dans la clandestinité, changeant souvent d'endroits. Il sacre son évêque coadjuteur Jean-Claude Miche, le 13 juin 1847. Ce dernier est nommé vicaire apostolique du Cambodge en 1850 qui est donc séparé du vicariat de la Cochinchine occidentale.
Lorsqu'en 1858 la France de Napoléon III envoie son expédition navale en Cochinchine, la persécution contre les catholiques convertis redouble. Il parvient à regagner Saïgon en cachette. À partir de 1859, il forme une chrétienté de convertis dans la région de Xom-chieu, puis il se fixe à la fin de 1860 à Saïgon, devenue sous administration française.
Il y ouvre un petit hôpital où il invite les Sœurs missionnaires de Saint-Paul de Chartres - déjà présentes à Saïgon - à y travailler et fait venir des carmélites de France.
Affaibli par les maladies tropicales, Mgr Lefèbvre donne sa démission à la fin de 1864 et prend le bateau pour se rendre à Rome. Ensuite il est en France, où il meurt peu après son arrivée à la procure des Missions étrangères de Marseille, le 30 avril 1865. Il y est enterré.